# Frédérique Brion
Pour les articles homonymes, voir Brion.
Frédérique Brion (née le 19 avril 1752 à Niederrœdern, dans le Bas-Rhin et morte le 3 avril 1813 à Meißenheim (Meissenheim) dans le grand-duché de Bade) est la fille du pasteur Johann Jakob Brion (1717-1787) (responsable de la paroisse de Niederrœdern puis, en 1760, de celle de Sessenheim), et de Madeleine-Salomé SCHOELL.

## Biographie

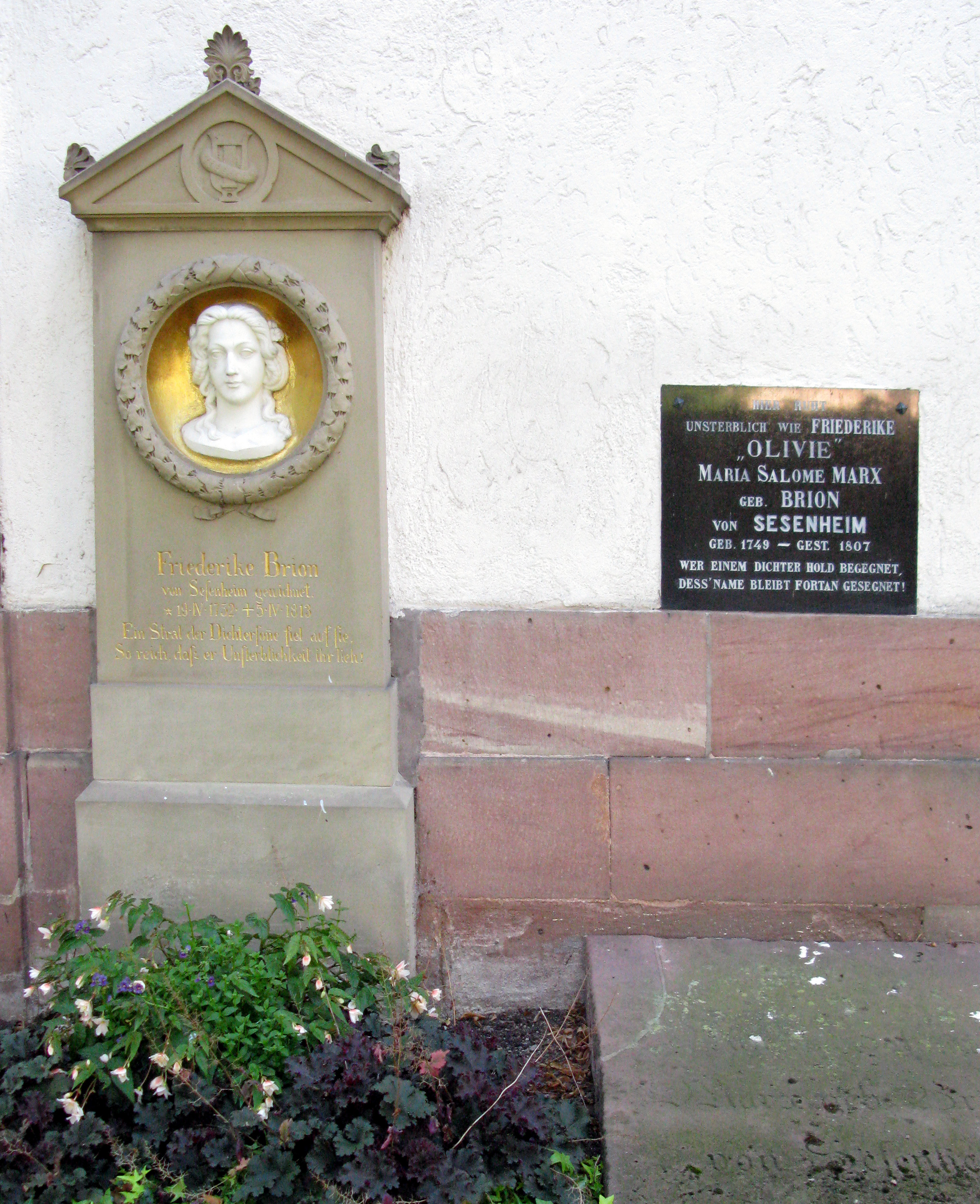
Tombe de Frédérique et de sa sœur Olivie à Meissenheim.

C'est à Sessenheim qu'elle fait la rencontre, à l'âge de 18 ans, de Goethe, alors jeune étudiant. De cette rencontre naît une idylle que le poète relatera dans son autobiographie Poésie et vérité. Mais cet amour fut malheureux et Frédérique Brion mourut célibataire à l'âge de 60 ans. Elle a vécu quelque temps à Rothau chez son frère le pasteur Jean-Chrétien Brion.
Un mémorial, et le musée Goethe à l'Auberge au Bœuf au centre du village de Sessenheim, évoque cette brève (1770–1771) liaison amoureuse qui marqua Goethe.
Frédérique Brion termina sa vie chez sa sœur Olivie, épouse du pasteur à Meissenheim, au pays de Bade, près du Rhin, en face d'Erstein, où elle repose depuis 1813. Sa bonté et son dévouement à l'égard des pauvres et des malades lui avait valu le respect de tous.
Située contre l'église, sa sépulture est surmontée depuis 1866 d'un petit monument comportant un médaillon de marbre. On peut lire sur la pierre les vers d'un jeune poète d'alors, Friedrich Gessler, originaire de Lahr :

« Ein Stral der Dichtersonne fiel auf sie,
So reich, daß er Unsterblichkeit ihr lieh !
(Un rayon de soleil du poète tomba sur elle.
Si riche qu'il lui conféra l'immortalité) »